# Yougoslavie au Concours Eurovision de la chanson 1964
La Yougoslavie a participé au Concours Eurovision de la chanson 1964 le 21 mars à Copenhague. C'est la 4e participation yougoslave au Concours Eurovision de la chanson.
Le pays est représenté par le chanteur Sabahudin Kurt et la chanson Život je sklopio krug, sélectionnés par Radio-Televizija Sarajevo au moyen d'une finale nationale.

## Sélection

### Pjesma Eurovizije 1964
Le radiodiffuseur yougoslave slovène, RTV Ljubljana, organise la finale nationale Pjesma Eurovizije 1964 (« La chanson de l'Eurovision 1964 ») pour la Jugoslovenska Radio-Televizija (JRT, « Radio-télévision yougoslave ») afin de sélectionner l'artiste et la chanson représentant la Yougoslavie au Concours Eurovision de la chanson 1964.
Pjesma Eurovizije 1964, présenté par Helena Koder, a lieu le 5 février 1964 à Trbovlje.

#### Finale
Huit chansons participent à cette finale nationale. Elles sont interprétées en serbo-croate et en slovène, langues officielles de la Yougoslavie.
| Ordre | Artiste             | Chanson                                       | Langue       | Traduction                      | Place |
| ----- | ------------------- | --------------------------------------------- | ------------ | ------------------------------- | ----- |
| 1     | Bosko Orobović      | Veče (Вече)                                   | Serbo-croate | Soir                            | NC    |
| 2     | Krsta Petrović (sh) | Oka tvog da nema (Ока твог да нема)           | Serbo-croate | Si ce n'était pas pour tes yeux | NC    |
| 3     | Stane Mancini (sl)  | Kakor bela snežinka                           | Slovène      | Comme un flocon de neige blanc  |       |
| 4     | Ivo Robić (en)      | Njen prvi ples (Њен први плес)                | Serbo-croate | Sa première danse               |       |
| 5     | Sabahudin Kurt      | Život je sklopio krug (Живот је склопио круг) | Serbo-croate | La vie forme une boucle         | 1     |
| 6     | Lola Novaković      | Tragom zvezda (Трагом звезда)                 | Serbo-croate | En suivant les étoiles          | NC    |
| 7     | Marjana Deržaj      | Zlati april                                   | Slovène      | Avril doré                      | 2     |
| 8     | Arsen Dedić (en)    | Odluči se (Одлучи се)                         | Serbo-croate | Décide                          | NC    |

Lors de cette sélection, c'est la chanson Život je sklopio krug interprétée par Sabahudin Kurt qui fut choisie avec Radivoj Spasić comme chef d'orchestre.

## À l'Eurovision
Chaque jury national attribue un à cinq points à ses cinq chansons préférées.

### Points attribués par la Yougoslavie
| 5 points | Italie |
| 3 points | Monaco |
| 1 point  | France |

Sabahudin Kurt interprète Život je sklopio krug en 13e position lors de la soirée du concours, suivant l'Italie — pays vainqueur de 1964 par la suite — et précédant la Suisse.
Au terme du vote final, la Yougoslavie termine 13e et dernière — à égalité avec l'Allemagne, le Portugal et la Suisse — sur 16 pays, n'ayant reçu aucun point,.